# Zofia Kucówna

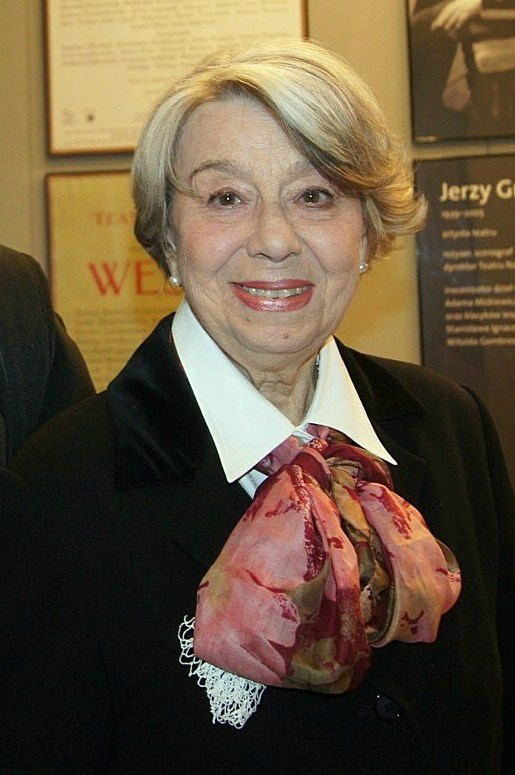
Zofia Kucówna (2012)

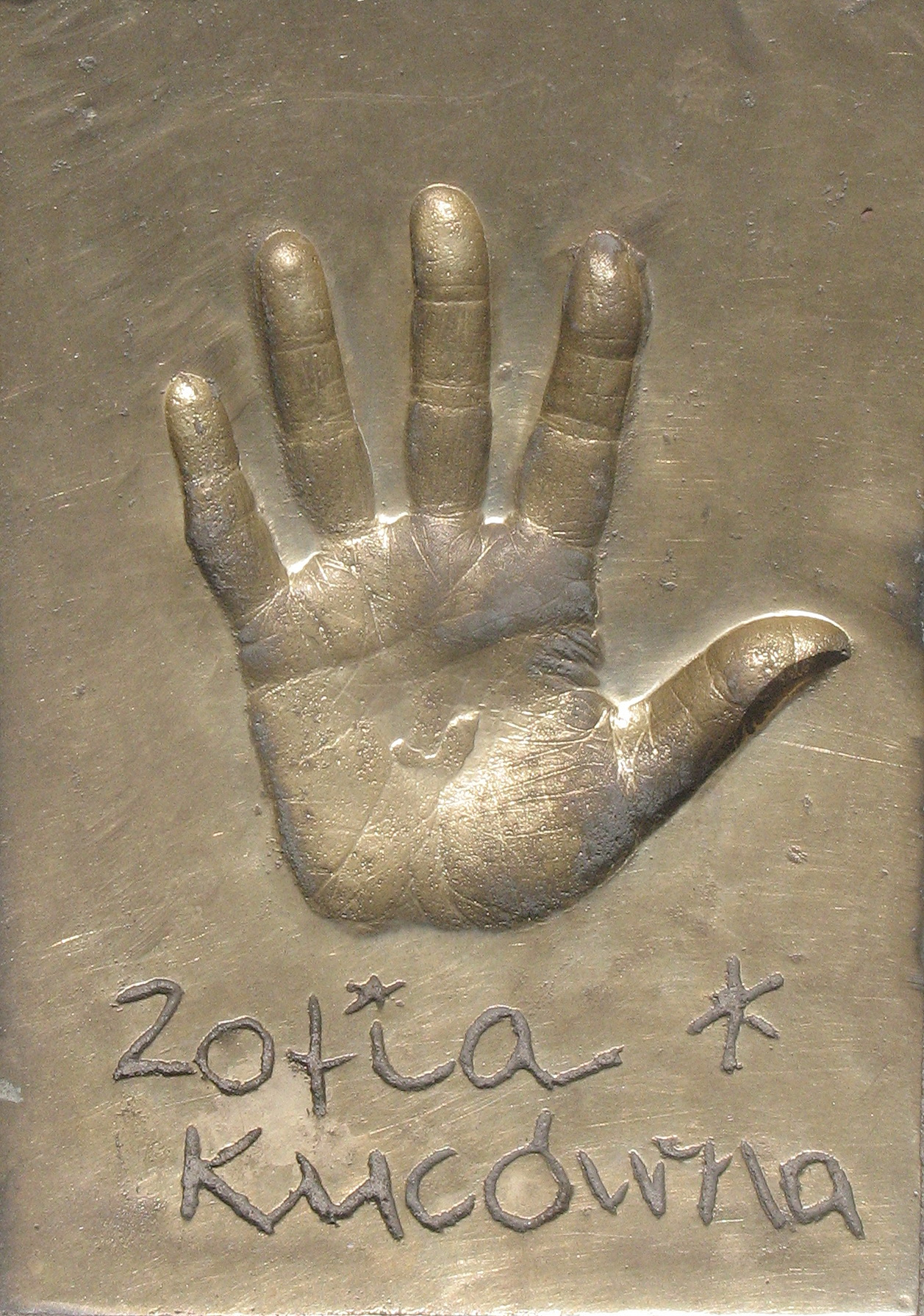
Odcisk dłoni i podpis Z. Kucówny w Alei Gwiazd w Międzyzdrojach

Zofia Kucówna (ur. 12 maja 1933 w Warszawie, zm. 6 kwietnia 2024 w Konstancinie-Jeziornie) – polska aktorka teatralna i filmowa, pedagog, pisarka.

## Życiorys
W 1955 ukończyła studia na Wydziale Aktorskim Państwowej Wyższej Szkoły Teatralnej w Krakowie, gdzie studiowała na roku między innymi z Jerzym Grotowskim i Aliną Obidniak. 26 listopada tego roku zadebiutowała w krakowskim Teatrze Młodego Widza w widowisku Ballady i romanse, według Adama Mickiewicza, w reżyserii Haliny Gallowej.
Była aktorką w Teatrze Młodego Widza w Krakowie (1955–1957) i Teatrze im. Juliusza Osterwy w Lublinie (1957–1959). Występowała na deskach teatrów warszawskich: Teatru Powszechnego (1959–1964, 1966–1968), Teatru Ateneum (1964–1965, 1982–1986) i Teatru Narodowego (1968–1982). W latach 1986–2006 była związana z Teatrem Współczesnym w Warszawie. Występowała gościnnie na deskach Filharmonii Narodowej (1971), Teatru Narodowego w Helsinkach (1986), Teatru Dramatycznego (1991), Teatru Ochoty (1995, 2006) oraz Teatru Komedia (2008). Wystąpiła w kilkudziesięciu rolach w spektaklach takich reżyserów jak Iwo Gall, Maria Biliżanka, Jerzy Goliński, Irena Babel, Krystyna Skuszanka, Wanda Laskowska, Janusz Warmiński, Adam Hanuszkiewicz, Andrzej Łapicki, Maciej Englert, Erwin Axer, Zbigniew Zapasiewicz i Agnieszka Glińska.
Do jej najważniejszych ról teatralnych należały Nora w Domu lalki Henryka Ibsena (1958), Panna Młoda w Weselu Stanisława Wyspiańskiego (1963), Sonia w Zbrodni i karze według Fiodora Dostojewskiego (1964), Pani Wąsowska w Panu Wokulskim według Lalki Bolesława Prusa (1967), królowa Gertruda w Hamlecie Shakespeare’a z Danielem Olbrychskim w roli tytułowej (1970), Lady Makbet w Makbecie (1972), Fedra w Fedrze Racine’a (1977) oraz Jean Horton w Kwartecie Harwooda (2000).
W 1959 zaczęła współpracę z Teatrem Telewizji, w którym zagrała kilkadziesiąt ról. Pracowała również jako pedagog, wykładała wiersz na Wydziale Aktorskim Akademii Teatralnej im. Aleksandra Zelwerowicza w Warszawie. W maju 1998 otrzymała tytuł naukowy profesora nauk teatralnych. Wydała kilka poczytnych książek biograficzno-wspomnieniowych: Zatrzymać czas (1990), Zdarzenia potoczne (1993), Zapach szminki (2000), Szara godzina (2012) oraz zbiór felietonów Opowieści moje (2000). Przez wiele lat angażowała się w działalność Związku Artystów Scen Polskich, zwłaszcza na rzecz Domu Aktora w Skolimowie.
W 2003 odcisnęła swoją dłoń na Promenadzie Gwiazd w Międzyzdrojach. 22 grudnia 2008 z rąk podsekretarza stanu w Ministerstwie Kultury i Dziedzictwa Narodowego, Tomasza Merty, odebrała Złoty Medal „Zasłużony Kulturze Gloria Artis”. W 2023 uhonorowana Wielką Nagrodą Festiwalu Teatru Polskiego Radia i Teatru Telewizji Polskiej "Dwa Teatry" w Zamościu za wybitne kreacje aktorskie w Teatrze Polskiego Radia i Teatrze Telewizji Polskiej.
Zmarła 6 kwietnia 2024 w Domu Artystów Weteranów Scen Polskich w Skolimowie (Konstancin-Jeziorna). Aktorka, zgodnie z jej ostatnią wolą, spoczęła na cmentarzu parafialnym w Skolimowie w Kwaterze Artystów ZASP. Uroczystości pogrzebowe odbyły się 15 kwietnia 2024 roku.

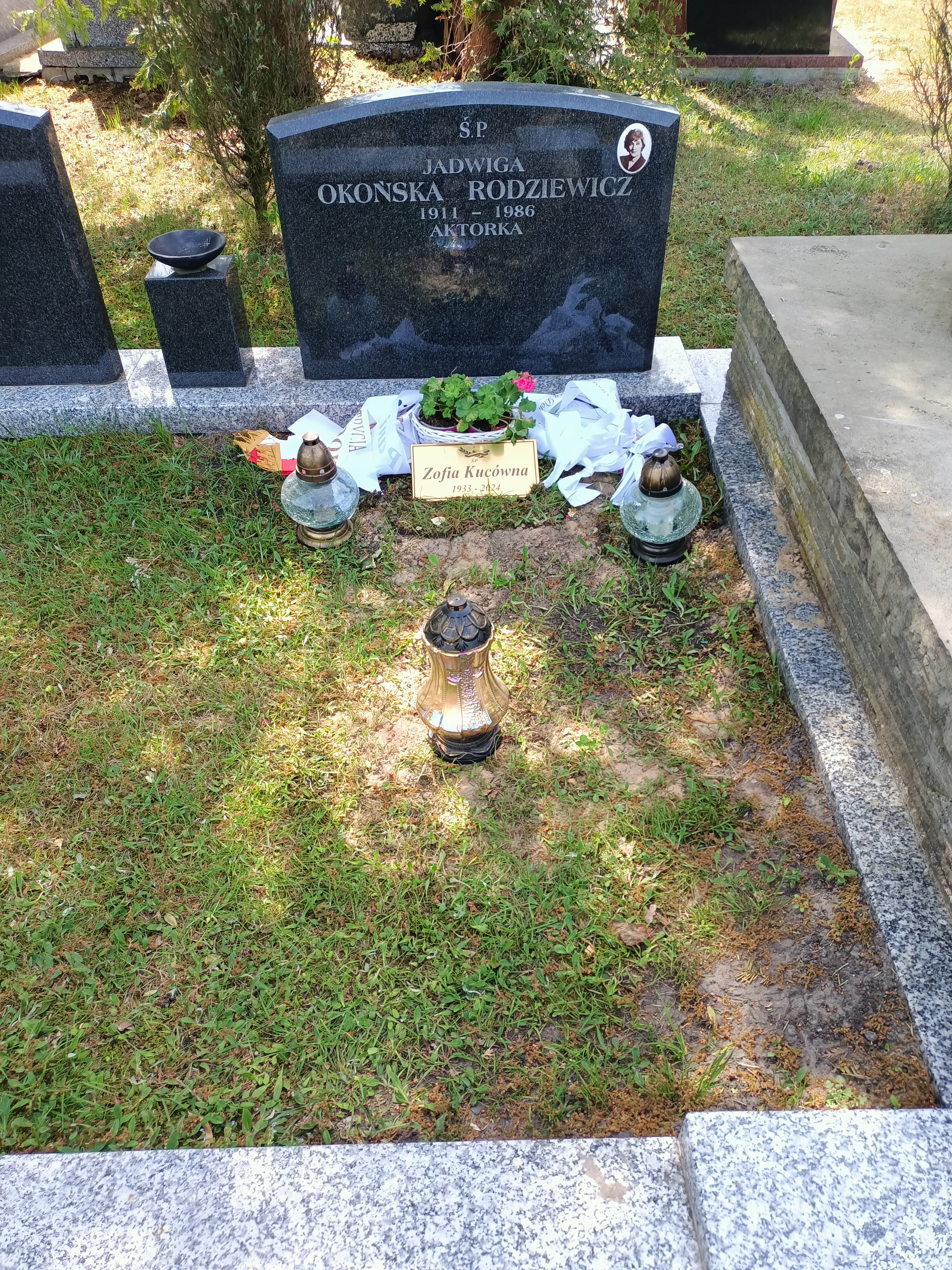
Grób Jadwigi Okońskiej Rodziewicz i Zofii Kucówny na cmentarzu w Skolimowie

## Życie prywatne
Jej pierwszym mężem był aktor Jan Mayzel. W latach 1976–1989 była żoną aktora i reżysera teatralnego Adama Hanuszkiewicza.

## Filmografia
- Deszczowy lipiec (1957) – matka niesfornych dzieci
- Spóźnieni przechodnie (1962) – kelnerka Zosia (nowela Stary profesor), aktorka grająca w kręconym filmie (nowela Nauczycielka)
- Wielka, większa i największa (1962) – matka Groszka
- Wiano (1963) – Bronka Drzemlikówna
- Przygoda noworoczna (1963) – Ela
- Ich dzień powszedni (1963) – Ada, rejestratorka w pogotowiu
- Bariery dźwięku (1968) – Teresa
- Szkice warszawskie (1970) – Olga, żona Jacka
- Atlantyda (film animowany) (1972) – recytacja
- Spirala (1978) – Maria, lekarka
- Pestka (1995) – matka Borysa
- Sabina (1998) – Sabina Kozicka
- Dowody na istnienie Hanny K. (1999) – lektorka
- Zaduszki narodowe. Sybir ostatnie pożegnanie (2000)
- Syzyfowe prace (2000) – „Przepiórzyca”, właścicielka stancji
- Egzamin z życia (serial telewizyjny) (2005–2008) – Zuza Chełmicka, babcia Andrzeja
- Dwie strony medalu (serial telewizyjny) (2007) – Lucyna Wysocka, matka Janusza (gościnnie)
- Dom nad rozlewiskiem (serial telewizyjny) (2009) – Zosia
- Dom baśni (2010) – Eleonora
- Barwy szczęścia (2011) – Nadia Orłowska

## Książki
- Zatrzymać czas, Białystok, Krajowa Agencja Wydawnicza, 1990, ISBN 83-03-03201-1
- Zdarzenia potoczne, Warszawa, P.P. „Dom Książki” Spółka Wydawniczo-Księgarska, 1993, ISBN 83-7064-072-9
- Zapach szminki, Łódź, „Akapit Press”, 2000, ISBN 83-87463-66-3
- Opowieści moje (wybór felietonów z lat 1995–1999), Łódź „Akapit Press”, 2000, ISBN 83-87463-48-5
- Szara godzina, Poznań, Zysk i S-ka Wydawnictwo, 2012, ISBN 978-83-7785-191-3

## Odznaczenia i nagrody
- Krzyż Komandorski Orderu Odrodzenia Polski (1998)
- Krzyż Oficerski Orderu Odrodzenia Polski (1978)
- Krzyż Kawalerski Orderu Odrodzenia Polski (1970)
- Medal 30-lecia Polski Ludowej (1975)
- Złoty Medal „Zasłużony Kulturze Gloria Artis” (2008)
- Złota odznaka honorowa „Za Zasługi dla Warszawy” (1978)[10]
- Nagroda Komitetu do Spraw Radia i Telewizji za wybitne role w repertuarze współczesnym na antenie PR (1963)
- Nagroda na IV Kaliskich Spotkaniach Teatralnych w Kaliszu za rolę Panny Młodej w Weselu w Teatrze Powszechnym w Warszawie (1964)
- Nagroda aktorska I stopnia na Festiwalu Sztuk Rosyjskich i Radzieckich w Katowicach za rolę Sonii w Zbrodni i karze (1964)
- Nagroda Komitetu do Spraw Radia i Telewizji za kreacje aktorskie w Teatrze TV oraz występy estradowe w kabarecie „Mix” (1964)
- „Złoty Ekran” – dwukrotnie (1968 i 1969)
- Nagroda Ministra Kultury i Sztuki II stopnia za osiągnięcia aktorskie w teatrze i w Teatrze TV (1971);
- Nagroda Miasta Stołecznego Warszawy (1974)
- Nagroda na I Opolskich Konfrontacjach Teatralnych w Opolu za rolę Matki Boskiej Poczajowskiej w spektaklu Beniowski według Juliusza Słowackiego w reż. Adama Hanuszkiewicza w Teatrze Narodowym w Warszawie (1975)
- Nagroda I stopnia XVII Festiwalu Polskich Sztuk Współczesnych we Wrocławiu za rolę tytułową w spektaklu Maria Ireneusza Iredyńskiego w Teatrze Narodowym w Warszawie (1976)
- Nagroda Główna na XXX Kaliskich Spotkaniach Teatralnych w Kaliszu za rolę w Letycji i Lubczyku (1990)
- Dyplom za najlepsze Varsaviana – wyróżnienie za książkę Zatrzymać czas (1996)